# Русов, Михаил Александрович
Михаил Александрович Русов (укр. Миха́йло Олекса́ндрович Ру́сов; 1876, Чернигов — 1909) — украинский политический деятель, публицист, революционер.

## Биография
Сын Александра и Софии Русовых. Старший брат Юрия Русова.
Учился в Херсонской и Харьковской гимназиях. Поступил на учёбу в Харьковский университет.
Участник украинского национального движения. Сторонник идей основателя украинского социализма М. П. Драгоманова.
Осенью 1897 года, вместе с Д. Антоновичем, Ю. Коллардом, А. Андриевским, А. Коваленко и другими, был соучредителем «Харьковского Украинского студенческого общества (громады)», в начале 1900 года, ставшего основой Революционной украинской партии, идеологом которой был Н. И. Михновский.
В 1897—1900 А. Русов — активный деятель украинской студенческой общины в Харькове. За участие в студенческих беспорядках в феврале 1901 А. Русова исключили из университета и выслали в Полтаву, где он некоторое время находился в заключении. После освобождения, эмигрировал за границу. Продолжил учёбу в Лейпцигском университете.
А. Русов — инициатор и один из основателей Революционной украинской партии (РУП), а после её раскола — деятель Украинской социал-демократической рабочей партии В. К. Винниченко.
Был в числе редакторов издававшихся за рубежами Российской империи журналов РУП «Гасло» («Лозунг») и «Селянин».
Умер от тяжелой болезни.
Автор ряда статей на политические темы, по этнографии, географии и археологии.